# 하우 투 드레스 웰
하우 투 드레스 웰(How to Dress Well, 1984년 9월 10일 ~ )은 미국의 싱어송라이터, 음악 프로듀서이다.

## 음반 목록
- Love Remains (2010)
- Total Loss (2012)
- "What Is This Heart?" (2014)
- Care (2016)